# Débat religieux d'Azuchi
Le débat religieux d'Azuchi (安土宗論, Azuchi shūron) se déroule en 1579 entre les moines des sectes Nichiren et Jōdo du bouddhisme japonais au château d'Azuchi d'Oda Nobunaga.
Nobunaga, qui de fait domine à l'époque l'essentiel du territoire japonais, a une longue histoire de faible tolérance vis-à-vis de l'hypocrisie et de la violence ou de la concurrence pour le pouvoir entre les groupes religieux, ainsi que dans leurs interventions dans les affaires des samouraïs ou des gouvernements seitai (cf. kokutai). En effet, aux époques de Nara et de Heian déjà, il arrivait que les grands temples forment des lobby en utilisant les myōen (propriétés privées) conférées par les empereurs pour aider à supporter les religieux, afin de former des milices privées composées de sohei qui, officiellement chargés de protéger les temples, se soucieront le plus souvent de menacer les officiels gouvernementaux. À l'époque Sengoku, il y eut aussi un certain nombre de révoltes paysannes causées par des agitateurs religieux.
Ainsi donc, après un certain nombre de perturbations causées par les disciples de Nichiren intolérants à la pensée et aux pratiques Jōdo, la secte de la Terre pure, Nobunaga cherche à résoudre la question par un disputatio. Le fondateur de la secte Nichiren était déjà connu pour ses critiques virulentes envers les autres sectes bouddhiques. Il est à noter que Nobunaga lui-même avait fermement déclaré au missionnaire Luis Frois que la vie après la mort et le Paradis n'existent pas, ce qui laisse entendre que son jugement en faveur de la secte amidiste était impartial.
En fin de compte, il ordonne que soient exécutés les partisans Nichiren responsables des perturbations, y compris l'évangéliste Fuden Nichimon. Les autorités Nichiren présentent leurs excuses pour leurs transgressions et promettent d'être plus tolérantes à l'avenir, mais une importante pénalité leur est malgré tout infligée.

## Source de la traduction
- (en) Cet article est partiellement ou en totalité issu de l’article de Wikipédia en anglais intitulé « Azuchi religious debate » (voir la liste des auteurs).